# Осада Пуэблы (1863)
Осада Пуэблы (фр. Siège de Puebla) — военная операция, проведенная 16 марта — 17 мая 1863 года войсками Второй империи под командованием генерала Фредерика Форе, в результате которой после 62 дней боёв, практически уничтоживших город, был захвачен этот стратегический пункт, что позволило французской армии продолжить наступление и захватить Мехико, столицу Мексики.

## Предыстория

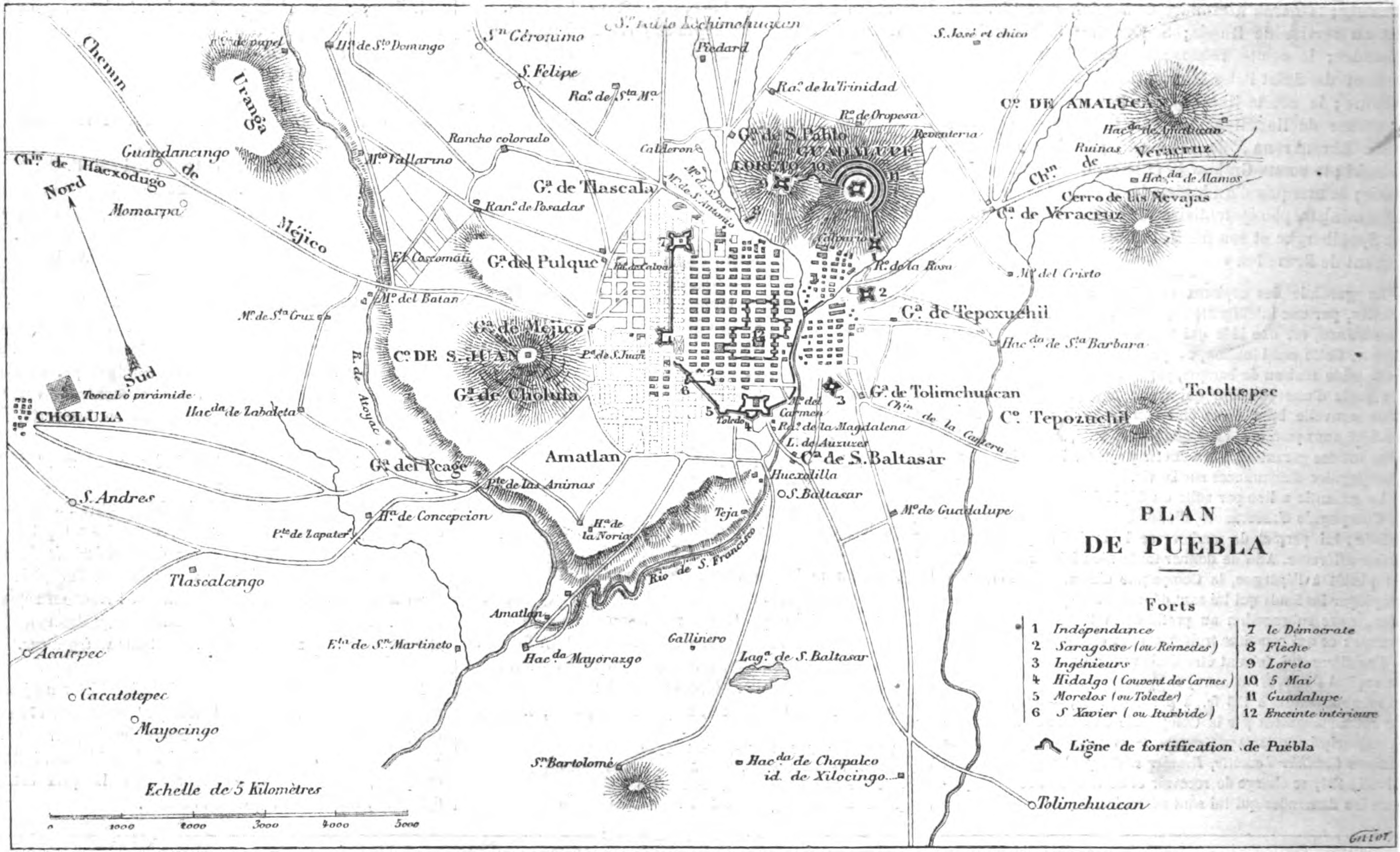
Карта города Пуэбла и его оборонительных сооружений

Потерпев поражение в сражении 5 мая 1862 года, французские войска отошли к Веракрусу, чтобы подготовить второе вторжение на территорию Мексики. 24 октября 1862 года генерала Лорансе сменил генерал Форе, прибывший с подкреплением из двух дивизий в Веракрус. В начале марта 1863 года эта армия выступила в направлении Пуэблы, имея в своем составе 26 300 человек и 56 артиллерийских орудий, а также 2300 вспомогательных войск и 2000 мексиканских солдат генерала Маркеса.
Тем временем генерал Хесус Гонсалес Ортега принял командование над мексиканской Восточной армией и возглавил оборону Пуэблы, имевшей гарнизон 21 000 солдат и 170 пушек. Были построены новые форты Санта-Анита, Сан-Хавьер, Эль-Кармен, Лос-Инхениерос, Сарагоса и Индепенденсия; здания и многочисленные храмы и монастыри превращены в оборонительные пункты. 10 марта генерал Ортега попросил уйти из города всех жителей, кто не участвовал в его защите, и объявил осадное положение.

## Ход осады
16 марта французские войска подошли к Пуэбле и к 18 марта окружили её с севера дивизией генерала Дуэ и с юга — Базена. 22 марта была отражена попытка мексиканцев из Чолулы деблокировать осажденный город.
29 марта солдаты Базена после 20-часового боя захватили штурмом форт Сан-Хавьер. Захват форта Сан-Хавьер не продвинул операцию, как надеялись французы, потому что они встретили упорное сопротивление мексиканцев в окружающих кварталах Пасео Браво.
31 марта с трудом захватив монастырь и квартал Ла-Гуадалупита, французы двинулись к главной площади города, но были отбиты огнем батареи под командованием Порфирио Диаса. На другом направлении французы атаковали монастырь Сан-Агустин, подожгли его и вступили в ожесточенный рукопашный бой, но также были отбиты защитниками и отступили. 
«Затем битва превратилась в кровавую схватку улица за улицей, квартал за кварталом, дом за домом, этаж за этажом, комната за комнатой, и по этой причине, потому что много раз противник был на другой стороне улицы, и они стреляли из одной двери в другую, из одного окна в другое; тела погибших оставляли посреди улицы, что портило воздух и водные источники города». Почти все здания в Пуэбле были разрушены. 
25 апреля, после неудачной попытки взять монастырь Санта-Инес, когда части французов, пытавшиеся захватить внутренний дворик монастыря, были полностью уничтожены мексиканцами, французским командованием было принято решение удерживать свои позиции и дожидаться прибытия осадной артиллерии. В свою очередь защитники начали страдать от голода, который сочетался с нехваткой боеприпасов.
С 5 мая мексиканская Армия Центра под командованием генерала Игнасио Комонфорта попыталась прорвать осаду и доставить в город продовольствие, но потерпела поражение у Сан-Пабло-дель-Монте и Сан-Лоренсо.
Когда не стало возможности получить продовольствие и боеприпасы, генерал Ортега созвал своих офицеров на военный совет, на котором было решено сдать город. 16 мая осажденный гарнизон попросил перемирия. 17 мая был отдан приказ о капитуляции, было уничтожено все имеющееся вооружение и символически распущена Восточная армия. Из первоначальных 21 000 осталось только 12 000 мексиканских солдат, которые попали в плен. 
19 мая французская армия вошла в разрушенный город. Дорога на Мехико была открыта.